# Manuel Moreira
Manuel Maria Neto da Silva Moreira (Lisboa, São Sebastião da Pedreira, 28 de maio de 1982) é um actor e dobrador português.

## Biografia
Filho de Luís Manuel Baptista da Silva Moreira (15 de Agosto de 1957 - 8 de Julho de 2008) e de sua mulher Maria Ana Torres Pereira Neto (24 de Março de 1957), sobrinha-trineta de Ana Plácido. É irmão mais velho de Frederico Neto da Silva Moreira (13 de Março de 1983) e de Maria Ana e Maria Constança Neto da Silva Moreira (29 de Maio de 1992).
Começou a carreira de actor em 1999 na série A Raia dos Medos para a RTP. Logo a seguir participou na série juvenil Uma Aventura, onde ganhou grande popularidade. Seguiram-se vários projectos em cinema e televisão, entre os quais, Processo dos Távoras, A Senhora das Águas, A Minha Família É Uma Animação, Sonhos Traídos, Morangos com Açúcar, Dei-te Quase Tudo, Rebelde Way e Equador.
Concluíu a formação de actor no Conservatório da Escola Superior de Teatro e Cinema em 2010.

## Televisão
- Elenco adicional, Funcionário da Câmara em Conta-me como foi, RTP 2020
- Elenco fixo, em Gargalhadas à Grande, Panda Biggs 2019
- Elenco adicional, Diretor da agência em Sul, RTP 2019
- Elenco adicional, Jorge em Alma e Coração, SIC 2018
- Elenco adicional, em  Vidas Opostas, SIC 2018
- Actor convidado, Padre Bento em Inspector Max, TVI 2017
- Actor convidado, em Filha da Lei, RTP 2016
- Elenco adicional, Mateus em A Única Mulher, TVI 2016
- Elenco fixo, Daniel em Água de Mar, RTP 2014
- Participação especial, Fotógrafo em Os Filhos do Rock, RTP 2013
- Elenco adicional, Afonso em Os Nossos Dias, RTP 2013
- Elenco adicional, Tiraninhos em Destinos Cruzados, TVI 2012
- Participação especial, Cliente Bordel em Maison Close, TF1, 2012
- Participação especial, Enfermeiro em Rosa Fogo, SIC 2011
- Elenco adicional, Soldado em Anjo Meu, TVI 2011
- Elenco adicional, Vasco em Podia Acabar o Mundo, SIC 2008
- Participação especial, José da Matta em Equador, TVI 2008
- Participação especial, Rúben em Rebelde Way, SIC 2008
- Participação especial, Francisco em Vingança (telenovela), SIC 2007
- Participação especial, Raúl em Aqui Não Há Quem Viva, SIC 2007
- Elenco adicional, Fred em Dei-te Quase Tudo, TVI 2005-2006
- Participação especial, Pedro Melo em Inspector Max, TVI 2005
- Elenco principal, Várias Personagens em Malucos do Riso, SIC 2004-2005
- Elenco principal, Rui em Morangos com Açúcar, TVI 2003-2004
- Elenco principal, Jorge Pereira em Sonhos Traídos, TVI 2002
- Participação especial, em O Bairro da Fonte, SIC 2002
- Elenco principal, Lúcio Nascimento em A Senhora das Águas, RTP 2001
- Elenco principal, Mindinho em O Processo dos Távoras, RTP 2001
- Elenco adicional, André em A Minha Família É Uma Animação, SIC 2001
- Co-protagonista, Pedro em Uma Aventura, SIC 2000
- Elenco principal, Francisco em A Raia dos Medos, RTP 1999
- Elenco principal, Notícias do Tempo, RTP 1997

## Cinema
- Fatima, de Marco Pontecorvo, 2018
- O Dia da Exaltação, curta metragem, 2017
- Perto de Mais, curta metragem, 2013
- Vestida Para Casar, telefilme TVI, 2011
- Um Pequeno Desvio, telefilme TVI, 2011
- Nuit de Chien, de Werner Schroeter, 2008
- Fin de Curso, de Miguel Martí, 2004